# Thereianthus minutus
Thereianthus minutus är en irisväxtart som först beskrevs av Friedrich Wilhelm Klatt, och fick sitt nu gällande namn av Gwendoline Joyce Lewis. Thereianthus minutus ingår i släktet Thereianthus och familjen irisväxter. Inga underarter finns listade i Catalogue of Life.